# Paardensport op de Olympische Zomerspelen 2000

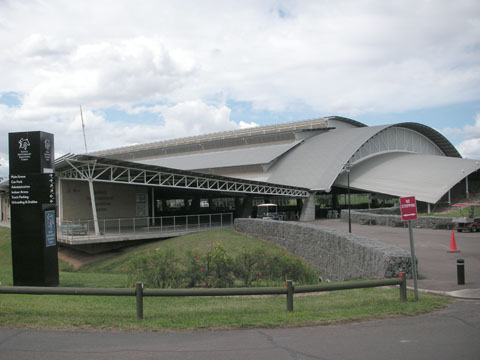
Sydney International Equestrian Centre, Horsley Park, NSW, waar de paardensportnummers gereden werden

Paardensport is een van de sporten die beoefend werden tijdens de Olympische Zomerspelen 2000 in Sydney. Er werden in Sydney 6 onderdelen afgewerkt in 3 categorieën met telkens een individueel onderdeel en een onderdeel voor landenteams: de military, de dressuur en het springconcours.
Nederland was bijzonder succesvol door gouden medailles voor Anky van Grunsven op dressuur individueel en Jeroen Dubbeldam op het springconcours individueel. Verder waren er twee zilveren medailles, een op dressuur teams en een op springconcours individueel. Nederland veroverde hiermee bij de paardensport de eerste plaats in het medailleklassement vóór Duitsland.

## dressuur

### individueel
| rang   | sporter           | paard      | land | score  |
| ------ | ----------------- | ---------- | ---- | ------ |
| Goud   | Anky van Grunsven | Bonfire    | NED  | 239.18 |
| Zilver | Isabell Werth     | Gigolo     | GER  | 234.19 |
| Brons  | Ulla Salzgeber    | Rusty      | GER  | 230.57 |
| 4      | Nadine Capellmann | Farbenfroh | GER  | 225.88 |
| 5      | Coby van Baalen   | Ferro      | NED  | 221.36 |
| 6      | Ellen Bontje      | Silvano    | NED  | 217.59 |
| 7      | Lone Jørgensen    | Kennedy    | DEN  | 216.90 |
| 8      | Susan Blinks      | Flim Flam  | USA  | 214.65 |

### team
| rang   | sporter                                                                       | paard                                          | land | score               | totaal |
| ------ | ----------------------------------------------------------------------------- | ---------------------------------------------- | ---- | ------------------- | ------ |
| Goud   | Isabell Werth Nadine Capellmann Alexandra Simons-de Ridder Ulla Salzgeber     | Gigolo Farbenfroh Chacomo Rusty                | GER  | 1908 1867 1857 1829 | 5632   |
| Zilver | Anky van Grunsven Coby van Baalen Arjen Teeuwissen Ellen Bontje               | Bonfire Ferro Goliath Silvano                  | NED  | 1875 1873 1831 1786 | 5579   |
| Brons  | Christine Traurig Susan Blinks Guenter Seidel Robert Dover                    | Etienne Flim Flam Foltaire Ranier              | USA  | 1746 1725 1695 1678 | 5166   |
| 4      | Lone Jørgensen Jon Pedersen Anne van Olst Morten Thomsen                      | Kennedy Esprit de Valdemar Any How Gay         | DEN  | 1796 1728 1625 1536 | 5149   |
| 5      | Beatriz Ferrer-Salat Rafael Soto Juan Antonio Jimenez Luis Lucio              | Beauvalais Invasor Guizo Aljarfe               | ESP  | 1710 1663 1638 1553 | 5011   |
| 6      | Kristy Oatley-Nist Rachael Downs Mary Hanna Ricky MacMillan                   | Wall Street Aphrodite Limbo Crisp              | AUS  | 1704 1613 1608 1602 | 4925   |
| 7      | Daniel Ramseier Christine Stückelberger Françoise Cantamessa Patricia Bottani | Rali Baba Aquamarin Sir S Diamond              | SUI  | 1664 1637 1623 1615 | 4924   |
| 8      | Emile Faurie Carl Hester Richard Davison Kirsty Mepham                        | Rascher Hopes Argentile Gullit Askari Dikkiloo | GBR  | 1674 1622 1602 1570 | 4898   |

## eventing

### individueel
| rang   | sporter            | paard           | land | score |
| ------ | ------------------ | --------------- | ---- | ----- |
| Goud   | David O'Connor     | Custom Made     | USA  | 34.00 |
| Zilver | Andrew Hoy         | Swizzle In      | AUS  | 39.80 |
| Brons  | Mark Todd          | Eyespy II       | NZL  | 42.00 |
| 4      | Rodolphe Scherer   | Bambi de Brière | FRA  | 46.40 |
| 5      | Fabio Magni        | Cool 'n' Breezy | ITA  | 49.00 |
| 6      | Heidi Antikatzidis | Michaelmas      | GRE  | 50.40 |
| 7      | Mary King          | Star Appeal     | GBR  | 52.00 |
| 8      | Robert Costello    | Chevalier       | USA  | 52.40 |

### team
| rang   | sporter                                                                   | paard                                                      | land | score                      | totaal  |
| ------ | ------------------------------------------------------------------------- | ---------------------------------------------------------- | ---- | -------------------------- | ------- |
| Goud   | Stuart Tinney Andrew Hoy Matt Ryan Phillip Dutton                         | Jeepster Darien Powers Kibah Sandstone House Doctor        | AUS  | 41.00 45.60 60.20 63.60    | 146.80  |
| Zilver | Pippa Funnell Leslie Law Jeanette Brakewell Ian Stark                     | Supreme Rock Shear H2O Over To You Jaybee                  | GBR  | 45.40 54.00 61.60 DNF      | 161.00  |
| Brons  | Karen O'Connor David O'Connor Nina Fout Linden Wiesman                    | Prince Panache Giltedge 3 Magic Beans Anderoo              | USA  | 43.00 46.80 86.00 DNF      | 175.80  |
| 4      | Ingrid Klimke Marina Köhncke Andreas Dibowski Nele Hagener                | Sleep Late Sir Toby 4 Leonas Dancer Little McMuffin        | GER  | 41.20 70.40 130.20 262.40  | 241.80  |
| 5      | Patricia Donegan Susan Shortt Nicola Cassidy Virgina McGrath              | Don't Step Back Joy of My Heart Mr Mullins The Yellow Earl | IRL  | 65.80 80.00 124.20 139.60  | 270.00  |
| 6      | Luiz Augusto Faria Vicente Araujo Neto Eder Pagoto Serguei Fofanoff       | Hunefer Teveri Amazonian Do Feroleto Sanderston            | BRA  | 79.40 124.80 128.80 216.20 | 333.00  |
| 7      | Enrique Sarasola Marulanda José Ramón Beca Borrego Jaime Matossian Osorio | Super Djarvis Perseus II New Venture                       | ESP  | 164.80 176.40 RT-2         | 1341.20 |
| 8      | Mark Todd Vaughn Jefferis Blyth Tait Paul O'Brien                         | Diamond Hall Red Bounce Ready Teddy Enzed                  | NZL  | 65.60 WD-3 EL-3 WD-3       | 2065.60 |

## springconcours

### individueel
| rang   | sporter           | paard         | land | score |
| ------ | ----------------- | ------------- | ---- | ----- |
| Goud   | Jeroen Dubbeldam  | De Sjiem      | NED  | 4.00  |
| Zilver | Albert Voorn      | Lando         | NED  | 4.00  |
| Brons  | Khaled Al Eid     | Khashm Al Aan | KSA  | 4.00  |
| 4      | André Johannpeter | Calei         | BRA  | 8.00  |
| 4      | Lars Nieberg      | Esprit FRH    | GER  | 8.00  |
| 4      | Ludo Philippaerts | Otterongo     | BEL  | 8.00  |
| 4      | Marcus Ehning     | For Pleasure  | GER  | 8.00  |
| 4      | Otto Becker       | Cento         | GER  | 8.00  |

### team
| rang   | sporter                                                                                | paard                                            | land | score                   | totaal |
| ------ | -------------------------------------------------------------------------------------- | ------------------------------------------------ | ---- | ----------------------- | ------ |
| Goud   | Otto Becker Marcus Ehning Lars Nieberg Ludger Beerbaum                                 | Cento For Pleasure Esprit FRH Goldfever 3        | GER  | 0.00 7.00 8.00 36.25    | 15.00  |
| Zilver | Willi Melliger Markus Fuchs Beat Mändli Lesley McNaught-Mändli                         | Calvaro V Tinka's Boy Pozitano Dulf              | SUI  | 0.00 8.00 23.50         | 16.00  |
| Brons  | Rodrigo Pessoa Luiz Felipe de Azevedo Álvaro Affonso de Miranda Neto André Johannpeter | Baloubet du Rouet Ralph Aspen Calei              | BRA  | 0.00 8.00 16.00 24.00   | 24.00  |
| 4      | Alexandra Ledermann Thierry Pomel Philippe Rozier Patrice Delaveau                     | Rochet M Thor des Chaînes Barbarian Caucalis     | FRA  | 0.00 8.00 16.00 72.50   | 24.00  |
| 5      | Albert Voorn Jeroen Dubbeldam Jos Lansink Jan Tops                                     | Lando De Sjiem Carthago Z Roofs                  | NED  | 8.00 12.00 25.25        | 32.00  |
| 6      | Margie Goldstein Engle Laura Kraut Lauren Hough Nona Garson                            | Perin Liberty Clasiko Rhythmical                 | USA  | 8.00 12.00 16.00 36.00  | 36.00  |
| 7      | Helena Lundbäck Lisen Bratt Maria Gretzer Malin Baryard                                | Mynta Casanova Feliciano Butterfly Flip          | SWE  | 12.00 16.00 20.25 20.75 | 36.75  |
| 8      | John Whitaker Michael Whitaker Geoff Billington Carl Edwards                           | Calvaro Prince of Wales It's Otto Bit More Candy | GBR  | 4.00 16.00 20.75 32.50  | 40.50  |

## Medaillespiegel
| rang   | land             | goud | zilver | brons | totaal |
| ------ | ---------------- | ---- | ------ | ----- | ------ |
| 1      | Nederland        | 2    | 2      | 0     | 4      |
| 2      | Duitsland        | 2    | 1      | 1     | 4      |
| 3      | Australië        | 1    | 1      | 0     | 2      |
| 4      | Verenigde Staten | 1    | 0      | 2     | 3      |
| 5      | Groot-Brittannië | 0    | 1      | 0     | 1      |
| 5      | Zwitserland      | 0    | 1      | 0     | 1      |
| 7      | Brazilië         | 0    | 0      | 1     | 1      |
| 7      | Nieuw-Zeeland    | 0    | 0      | 1     | 1      |
| 7      | Saoedi-Arabië    | 0    | 0      | 1     | 1      |
| totaal | totaal           | 6    | 6      | 6     | 18     |

Parijs 1900 · 
Stockholm 1912 · 
Antwerpen 1920 · 
Parijs 1924 · 
Amsterdam 1928 · 
Los Angeles 1932 · 
Berlijn 1936 · 
Londen 1948 · 
Helsinki 1952 · 
Melbourne 1956 · 
Rome 1960 · 
Tokio 1964 · 
Mexico-stad 1968 · 
München 1972 · 
Montréal 1976 · 
Moskou 1980 · 
Los Angeles 1984 · 
Seoel 1988 · 
Barcelona 1992 · 
Atlanta 1996 · 
Sydney 2000 · 
Athene 2004 · 
Peking 2008 · 
Londen 2012 · 
Rio de Janeiro 2016 · 
Tokio 2020 · 
Parijs 2024 · 
Los Angeles 2028
Medaillewinnaars
Atletiek · Badminton · Basketbal · Boksen · Boogschieten · Gewichtheffen · Gymnastiek · Handbal · Hockey · Honkbal · Judo · Kanovaren · Moderne vijfkamp · Paardensport · Roeien · Schermen · Schietsport · Schoonspringen · Softbal · Synchroonzwemmen · Taekwondo · Tafeltennis · Tennis · Triatlon · Voetbal · Volleybal · Waterpolo · Wielersport · Worstelen · Zeilen · Zwemmen